# Klub Inteligencji Katolickiej
Klub Inteligencji Katolickiej (KIK; tiếng Anh: Club of Catholic Intelligentsia) là một tổ chức Ba Lan tập hợp các trí thức Công giáo. KIK được tổ chức theo hình thức câu lạc bộ địa phương.
KIK thành lập sau sự kiện Tháng Mười Ba Lan ở Ba Lan thời cộng sản (năm 1956), trở thành nhóm đối lập với tổ chức Công giáo ôn hòa của chế độ cộng sản. Mục đích của tổ chức nhằm xây dựng tư tưởng độc lập và đưa thông tin về triết học Công giáo ở các quốc gia nằm ngoài Khối xã hội chủ nghĩa. Ban đầu, chỉ có bốn câu lạc bộ được chính phủ ủy quyền: Kraków, Poznan, Warszawa và Wrocław.
Đầu những năm 1980, chi nhánh tổ chức tại Krakow bắt đầu hợp tác với Công đoàn Đoàn kết, tạo ra một mạng lưới các câu lạc bộ trong cả nước. Từ năm 1981 đến 1983, khi thiết quân luật ở Ba Lan được áp đặt, KIK tham gia các hoạt động ngầm để hỗ trợ các nhà hoạt động trong Công đoàn Đoàn kết. Mục tiêu quan trọng nhất của họ trong những năm 1980 là cố gắng cải thiện các mối quan hệ nhà thờ, chấm dứt sự kiểm duyệt của chính phủ và thúc đẩy cải cách kinh tế. Họ kêu gọi chính phủ chấp nhận lập trường không tôn giáo đối với người Công giáo thay vì lập trường chống tôn giáo. Cuối cùng vào giữa những năm 1980, các nhà lãnh đạo trong KIK bắt đầu gặp gỡ quan chức chính phủ. Năm 1989, KIK đã thành lập một Ủy ban dân sự (Komitet Obywatelski) nhằm lựa chọn người đứng đầu khi Ba Lan độc lập.
Tổ chức truyền bá tri thức về Công Đồng Vaticanô II và những lời răn của Giáo hoàng Gioan Phaulô II.